# Maglehems församling
Maglehems församling var en församling i Lunds stift och i Kristianstads kommun. Församlingen uppgick 2010 i Degeberga församling.

## Administrativ historik
Församlingen har medeltida ursprung.
Församlingen var till 1962 i pastorat med Hörröds församling, före 1 maj 1926 som annexförsamling, därefter som moderförsamling. Från 1962 till 2010 var den annexförsamling i pastoratet Degeberga, Vittskövle, Maglehem, Hörröd och Huaröd. Församlingen uppgick 2010 i Degeberga församling.

## Kyrkor
- Maglehems kyrka